# Ђисара-Старце I (Авелино)
Ђисара-Старце I је насеље у Италији у округу Авелино, региону Кампанија.
Према процени из 2011. у насељу је живело 29 становника. Насеље се налази на надморској висини од 312 м.